# Окосинго
Окосинго (исп. Ocosingo) — город в Мексике, штат Чьяпас, входит в состав одноимённого муниципалитета и является его административным центром. Численность населения, по данным переписи 2020 года, составила 47 688 человек.

## Общие сведения
Название Ocosingo с языка науатль можно перевести как — место чёрного повелителя.
Поселение было основано в доиспанский период и являлось важным центром народа цельтали.
После прибытия колонистов, в Окосинго началась работа миссионеров, и в 1569 году была построена церковь Сан-Хасито.
27 июля 1829 года Окосинго получил статус вильи, а 31 июля 1979 года — статус города.